# 커버넌트 (영화)
《커버넌트》(영어: The Covenant)는 미국에서 제작된 레니 할린 감독의 2006년 다크 판타지 공포 영화이다. 스티븐 스트레이트, 세바스티안 스탄, 로라 램지, 테일러 키치, 제시카 루커스, 토비 헤밍웨이, 체이스 크로퍼드 등이 출연하였고, 게리 루케이지 등이 제작에 참여하였다.

## 줄거리
입스위치에 위치한 한 마을에서 입스위치의 아들들(Sons of Ipswich)로 불리는 네 고등학생, 즉 케일럽, 포그, 리드, 타일러는 영국 식민지 시절 마녀들의 후손으로 13살의 생일에 각자의 마력이 밝혀진 뒤 18살까지의 소위 상승 기간("Ascend") 동안 마력이 점점 강해지는 중이다. 이들은 경찰 추적도 차에 탄 채로 절벽을 날며 유유히 피하는 등 힘을 만끽하는 중이지만 사실 마력은 생명력과 직결돼있어 쓰면 쓸수록 나이를 먹게 된다. 이제 18살이 가까워진 케일럽은 마력에 중독되는 일을 막기 위해 마법 사용을 자제하려 애쓴다.
케일럽은 보스턴에서 교환 학생으로 온 세라와 가까워지고, 전학 온 체이스와도 친구가 된다. 그런데 학교 근처에서 누군가 석연찮게 죽더니 세라와 룸메이트 케이트 주변에서 이상 현상이 벌어진다. 케일럽은 무리에서 가장 무모한 리드를 의심하던 중 죽은 영의 형체를 통해 악의적인 징조를 송신하는 다클링("darkling")을 목격한다. 곧 케일럽은 수영 시합 때 체이스가 마법을 쓰는 걸 포착한다. 체이스가 바로 마을 주민들과 입스위치의 아들들을 공격한 장본인으로, 오래 전에 절멸했다고 알려졌던 다섯 번째 가문의 후손이며 굿윈 "구디" 포프의 사생아였던 것이다. 포그는 여자친구 케이트가 체이스의 주문에 당해 혼수상태에 빠지자 체이스에게 덤볐다가 입원에 이른다.
입양아로 살아온 체이스는 친부를 만나고서야 마력 상승의 대가를 알게 된다. 그러나 이미 마력에 중독된 상태라 스스로를 멈출 수 없으며, 친부가 그랬듯이 다른 "마력이 상승한" 마법사들의 공력을 빼앗을 생각이다. 마법사들에게 마력은 곧 생명력이라, 이는 결국 모두를 죽이겠다는 얘기나 다름이 없다. 케일럽은 체이스에게 그렇게 해도 노화와 죽음을 막을 수 없을 거라고 얘기하지만 체이스는 이를 무시한다. 케일럽은 세라에게 마법을 이기적으로 남용하는 바람에 44살이라는 실제 나이가 무색할 정도로 심각하게 노쇠해 기계에 의지한 채 살고 있는 아버지 윌리엄을 보여준다.
체이스는 케일럽의 18살 생일에 세라를 낡은 헛간으로 납치해 주문을 걸어놓고 케일럽과 마지막 대결을 펼친다. 케일럽은 정확히 18살이 된 순간 마력이 충만해지지만 체이스를 물리치기엔 역부족이다. 케일럽의 어머니 에벌린은 인생에서 단 한 번이라도 남을 위한 일을 해보라며 윌리엄에게 케일럽을 살려달라고 애걸하고, 이에 윌리엄은 원격으로 자신의 힘을 케일럽에게 승계한다. 덕분에 케일럽은 체이스를 물리치고, 세라, 케이트, 포그는 마법에서 풀려나며, 체이스는 도망한다.

## 출연
- 스티븐 스트레이트 - 케일럽 댄버스 역
- 세바스티안 스탄 - 체이스 콜린스 역
- 로라 램지 - 세라 웨넘 역
- 테일러 키치 - 포그 패리 역
- 제시카 루커스 - 케이트 터니 역
- 토비 헤밍웨이 - 리드 가윈 역
- 체이스 크로퍼드 - 타일러 심스 역
- 카일 슈미드 - 에런 애벗 역
- 세라 스미스 - 키라 스나이더 역
- 웬디 크루슨 - 에벌린 댄버스 역
- 스티븐 맥해티 - 윌리엄 댄버스 3세 역
- 케네스 웰시 - 히긴스 교장 역

## 기타 제작진
- 총괄 제작: J.S. 카돈
- 배역: 민디 마린
- 의상: 에이프릴 네이피어
- 미술(재촬영): 게리 랜들

## 출시
이 영화의 만화책 프리퀄은 톱 카우 코믹스에 의해 출시되었다.